# Morro de Dentro
O Morro de Dentro é uma elevação de São Tomé e Príncipe, localizada a sensivelmente ao centro da ilha de São Tomé, próximo à divisória da província de Caué com a província Lembá. Esta formação geológica eleva-se a 382 metros acima do nível do mar. Encontra-se nas proximidades do Pico Ana Chaves e do Rio Contador.